# Gyula (Ukrajna)
Szőlősgyula (ukránul Дюла (Gyula/Diula), oroszul Юливци (Julivci), románul Jula) falu Ukrajnában, Kárpátalján, a Beregszászi járásban.

## Fekvése
Nagyszőlőstől 20 km-re délkeletre fekszik.
Területén helyezkedik el a Nagyszőlősi-hegység, az Avas magaslatai, de nagyobb részét mégis az Ugocsai síkság alkotja. A megyének van természetvédelmi területe, a Fekete-hegy és a Gyulai-hegy.

## Nevének eredete
Ez a név egyes történészek szerint puszta személynévből keletkezett, magyar névadással. A személynév ótörök eredetű méltóságnév, amely a „Gyula”- „fáklya” főnévvel tartozik össze. A megkülönböztető szerepű Szőlős- előtag a falu fölötti szőlőhegyen folytatott szőlőtermeléssel kapcsolatos, amit a 20. század elején (1907-ben, a magyarországi helységnévrendezés során) kapcsoltak hozzá.

## Története
Az Avas-hegység nyugati lábánál, a Batár-patak környékére települt falu híres bortermelő vidék.
Nevét 1396-ban említették először az oklevelekben Gyula néven, mint a Nyalád-vári uradalomhoz tartozó helységet. 1337-ben Giula, később Gyula, 1396-ban Gywla, 1907ben Szőlősgyulaként emlegették a falut. A csehszlovák uralom alatt Dula néven volt ismert. 1946-tól ukránul Julivci-nek nevezik, majd 1995-től hivatalosan is újra Gyula. A hatósági úton megállapított ukrán Julivci többes számú "Szőlősgyula" a magyar helynévből való. A település lakói kun-besenyő leszármazottaknak tartják magukat. Birtokosai a nyalábi vár urai: Drág vajda, majd később a Perényiek, majd a Rákócziak és a Károlyi grófok voltak. A falu a lakosait a tamásváraljaiakkal együtt kun-besenyő leszármazottaknak tartják. Az emberek a hegyoldalon szőlő és más gyümölcs termesztésével foglalkoznak. A falu hegyére és erdejére a Perényi család törvényei vonatkoztak. Ezt mutatja „a Perényi Famíliától adatott Hegy Törvénye”, ami 1675-ből való. Ebben a Perényi család a Szőlős város szegényeinek a panaszaira reagál. A család tagjai: Perényi Gábor, Perényi János, Perényi Ádám, Perényi György, Perényi Ferenc, Perényi Páll, Perényi Miklós és a többiek.
Fényes Elek Történeti földrajzában írta a településről: „Gyula, magyar falu, Ugocsa vármegyében, egy kies szőlőhegy tövében: 4 római katolikus, 410 református lakja anyatemplommal. Földje, rétje elég és jó, erdeje is van. A Perényi, s a Nyalábi uralomhoz tartozik.”2. Míg máshol ispánok igazgatnak- a vidéken, például Vice István vagy „Szolga Bíró”-, addig Gyulán Boldizsár András a bíró. Senki más nem dönthet, ítélhet. Ha valaki az udvarnál/nyaláb vár/ akar igazsághoz jutni, büntetés esetén a kártérítés a faluba kerül vissza. A 18. századból is maradt ránk néhány érdekesség. 1717-ben a tatárjárás a falut is érintette. A falu déli részén az ún. Vérvölgy/ Kövesút/ a tatár betörésnek a színhelye. A megyéből /Ugocsa/ 1464 embert fűztek rabláncra és hajtottak el. A kétségbeesett parasztok szembeszálltak a tatárokkal. A falu határában, a Kövesúton/ hegyoldalban/ az áldozatok sokaságától patakzott a vér. Ilyen áldozat volt Ladorna Erzsébet, akit egy fa tövében temettek el. E csatáról kapta a színhely a Vérvölgy és Ladorna-völgy nevet. A törökök ittlétére utal még egy-két helynév a falu határából: törökök mezeje, török pince.
1756-ból ismerünk egy olyan levelet, amelyben –„Mi gyulai bírák” közönségesen a megírt esztendőben és napon egyben gyűlvén más becsületes helységbeli atyánkfiaival, úgy, mint Ardai, Bábonyi és Dabolczi- két utóbbi ma Románia- hegy törvényt tudó esküttekkel” kérik, hogy a szőlőt a leányág is örökölhesse. A leányok, akikről szó van Pálffi Ferenc Anna és Kata nevű lányai. A kérést, amit lapon rögzítettek, „Báró Perényi Ferenc ratifikálta”. A gyülekezet iratai között rátaláltam egy iratra, ami 1785-ből való. Ekkor, II. József idején Ugocsa a környező vármegyékkel együtt Munkács irányítása alá tartozott. A levelet II. József és Gróf Eszterházy Ferenc sajátkezűleg írta alá, amit Ausztriában írtak „Bécs városunkban Augusztusnak huszonkettődik napján, Urunk születése után ezer hét száznyolcvan őtödik esztendőiben.” A levél a jobbágyok jogairól, szabadságáról, lehetőségeikről értesít, például: míg húsz évvel korábban még nem volt arra lehetőség, hogy fiú utód hiányában lányok örököljenek, addig e rendelet értelmében a jobbágy a földjével belátása szerint tehet: eladhatja, elajándékozhatja, elcserélheti, elzálogosíthatja, gyermekeinek adhatja. Engedély nélkül tanulhat, mesterséget űzhet, házasodhat, költözhet.
1867-ben himlőjárvány sújtotta a falut, amiben nagyon sok kisgyerek halt meg. 1919-1938/39 között csehszlovák uralomhoz tartozott a falu Dula néven.
A községet több zsidó lakta, akik nagy földterületekkel rendelkeztek. Zsinagógájuk is volt, a mai kultúrház helyén, ahová a második világháború idején cserépedényekben rejtettek el élelmiszereket a tekercsek közé. Miután sokukat elvittek a háború idején, a tekercseket, az iratokat a falu lakói széthurcolták. Ladányi Pál, mint jogi és teológiai tanulmányait végző diák, gróf Batthyány Lajos az 1848-49-es harcra buzdító beszédére Fehérváron, felajánlotta magát önkéntesnek, s már egy hét múlva Kossuth Lajos, Nagy Sándor által vezetett seregében szolgált. Részt vett 13 ütközetben. Ott volt Budavárnál, Debrecennél és Pákozdnál is. A dicső küzdelemben végig kitartott. A világosi fegyverletétel után még hosszasan bujdosott, míg végül hazajött Gyulára.
A március 15-ei események hatására az Ugocsai Megyei Nagyszőlősön összeírást tartottak a nemzetőrség létszámáról. Ezen okiratok szerint Gyuláról 60 személy iratkozott be a nemzetőrségbe. Megalakult az 5. század, századosuk Fogarasi Samu, főhadnagyuk Osvat Ferenc, alhadnagyuk Fogarasi István és Dénes Ferenc volt. A háború befejezése után, a trianoni békeszerződés (1920. június 4.) határozata szerint Kárpátalja és vele együtt a falu is Csehszlovákia fennhatósága alá került. Ez az uralom 1938-ig tartott, amikor is újra Magyarország fennhatósága alá került a falu. A második világháborút Magyarország Németország szövetségeseként elvesztette, s 1944 őszén a bevonuló szovjet katonák megszállták a falut, s feldúlták azt. Még ez év novemberében megkezdődtek a szovjetinternálások.
A lágerekben és a második világháborúban elpusztult férfijaink emlékére 1990-ben emlékművet állítottak a templomkertben. A kommunista rezsim államosította földjeit, erdejét, jószágait és termelőeszközeit. Államosították az egyház ingó és ingatlanait kivétel nélkül.
Anyanyelvű intézményei: 1945-től magyar tannyelvű elemije, 1948-tól általános iskolája van. Az 1991-92-es tanévben 223 gyereket 21 pedagógus oktatta. Az egyházi élet az istentiszteletekre és temetésekre szorult vissza. A családlátogatás, az ifjúsági munka és egyházi oktatás tiltott volt. A 80-as évek vége felé próbálkoztak a határon túli énekeskönyvek, bibliák behozatalával, például: egy alkalommal kb. 500 énekeskönyvet hoztak az autó gázpalackjában. Így szűnt meg a „diktálás” utáni éneklés.

## Látnivalók
Református temploma 15. századi, 1580-tól a reformátusoké. Tornyát 1955-ben egy villámcsapást követően lebontották. Fa haranglába 1977-ben épült.

### A templom
A templom gótikus stílusban épült az 1400-as években, a falu közepére. Ez egy árkádos, négyfiatornyos templom.
A templom anyaga kő. Főbejárata nyugati irányú, melynek csúcsíves felső része elpusztult. Eredetileg egyhajós, toronynélküli templomként épült. Ezeket majd hozzáépítették, és támpillérekkel erősítették. Az apszis (szentély) északi oldalához kapcsolódik a dongboltozatos egykori sekrestye, ami ma már be van falazva. A hajó északi oldalán a falubeliek visszaemlékezései szerint, borpince volt a templomhoz építve, ahol a gyülekezeti tagoktól begyűjtött mustot, bort tároltak.
A hajó és az apszis déli ill. délkeleti oldalán 2-2 csúcsíves záródású ablak van. Kőrácsaikat sikerült eredeti állapotába visszaállítani, s így most már láthatóak a hólyagmotívumok. Az apszist a hajótól csúcsíves diadalív választja el.
1795-ben a nyugati főbejárat elé épült a torony. Magas, csúcsos, négy fiatornyos, árkádos és szoknyás fatorony. A torony építéséhez az erdőből a legmagasabb fát hozták. Ennek a fának, a magasságának felelt meg a torony magassága is. Néhai Oláh István- gyulai születésű, az 1940-es évek idején Magyarországra szökött, itt élte le életét- visszaemlékezései szerint a torony gyakori vendégei voltak a galambfiókákon kívül a gyerekek is. A toronyban 2 harang volt. A nagyobbik 3 mázsás, a kisebbik fél.
1938. július 31-én vasárnap reggel villám rongálta meg az egynegyed részét. A háború, az áremelkedés, a nehéz árubeszerzés miatt nem vált lehetővé az újjáépítés. Így a jegyzőkönyvek szerint le kellett bontani 1959-60-ban.
A harangokat ideiglenesen oszlopos állványra helyezik. 1977-ben kerültek az új haranglábba. 1989-től új harang hívja a gyülekezetet. Felirata:
BOPOHEX 19 PYC6 89.
A templombelsőt díszes, kazettás famennyezet fedte, ami 1752-ben készült. A szú sok kárt tett benne, ezért 1977-ben befestették. Ekkor festik le a karzatok mellvédjét és a padok elejét is.
Napjainkban a falu lakosainak száma 1420 fő körüli. A lakosság 98%-a református vallású, magyar nemzetiségű. Fő foglalkozásuk a földművelés és az állattenyésztés. Gyümölcsöt, zöldséget egyaránt termelnek, s a piacon értékesítik azt. A lakosok bevételét még a magánszektorból és a külföldön vállalt munkabérek képezik. A fő megélhetési forrás tehát a kétkezi kemény munka.